# Каракуми, 45 у тіні
«Каракуми, 45 у тіні» — радянський художній фільм 1982 року, знятий режисером Ходжакулі Нарлієвим на кіностудії «Туркменфільм».

## Сюжет
Пустеля Каракуми — місце трудових буднів героїв фільму, туркменських газовидобувників, які прокладають у пустелі газопровід. На одній із бурових потужний струмінь газу, що вирвався з надр землі, руйнує все на своєму шляху. Герої зроблять все можливе, щоб утихомирити блакитний смерч.

## У ролях
- Майя Аймедова — Гозель Довлетова, начальник Туркменгазпрому (озвучила Антоніна Кончакова)
- Віталій Медведєв — Володя Круглов
- Олена Драпеко — Віра
- Овез Геленов — Юсуп Бердиєв, виконроб
- Ата Довлетов — Довлет-ага, батько Довлетової
- Ораз Амангельдиєв — Оразгельди, шофер
- Чари Сейтлієв — Аман, кухар
- Кирило Лавров — Кирило Юрійович Самарін, заступник голови Радміну (озвучив Сергій Малішевський)
- Гурген Тонунц — Мірзоєв, працівник міністерства
- Іван Савкін — Рябцев, працівник міністерства
- Володимир Маренков — Анатолій Іванович Малишев, головний інженер
- Анатолій Самілін — Марко, робітник
- Чари Ходжанов — Халик, філолог, письменник-початківець, робітник
- Володимир Краснопольський — Сергій Петрович Нікітін, академік
- Меред Атаханов — Меред, продавець з теодолітом
- Є. Чевирєва — Катя, дочка Віри
- Ходжакулі Нарлієв — Назаров, інженер
- Сабіра Аннакличева — мати
- Олександр Краснопольський — інженер-ядерник
- Ільмурад Бекмієв — епізод
- Аннагельди Кіясов — епізод
- О. Омарова — епізод
- Сеїтмурад Алтиєв — епізод
- Бекдурди Шаліков — епізод
- Хаджигар Аннамамедов — епізод

## Знімальна група
- Режисер — Ходжакулі Нарлієв
- Сценаристи — Володимир Сухоребрий, Ходжакулі Нарлієв, Бюль-Бюль Мамедов
- Оператор — Христофор Тріандафілов
- Композитор — Реджеп Реджепов
- Художник — Аннамамед Ходжаніязов